# Bristol Tramp
El Bristol Tramp fue un avión de transporte aéreo de pasajeros y correo a vapor británico, diseñado por la Bristol Aeroplane Company. Fue construido, pero nunca voló.

## Diseño y desarrollo
El Tramp fue un desarrollo del anterior avión de pasajeros Pullman de Bristol. En 1919, Frank Barnwell inició conversaciones con la Royal Mail Steam Packet Company sobre la viabilidad de utilizar hidrocanoas como auxiliares de los transatlánticos. La Royal Mail Steam Packet Company tenía una experiencia muy limitada con motores de combustión interna, pero un conocimiento profundo y de largo plazo de los motores de turbinas de vapor, por lo que sugirió el uso de una turbina de vapor para propulsar el avión. Como el bombardero pesado de Bristol, el Braemar (el progenitor del Pullman), había sido diseñado originalmente para tener una sala de máquinas central con ejes de transmisión hasta hélices montadas en las alas, el Tramp parecía un candidato adecuado como banco de pruebas para la instalación de una sala de máquinas de turbinas de vapor.
La planta motriz consistiría en dos turbinas de vapor del tipo Ljungstrøm de 1120 kW (1500 hp), con calderas de vapor de alta presión de circuito cerrado. Los sin precedentes 2240 kW (3000 hp) se entregarían a través de ejes de transmisión y embragues a hélices tractoras de cuatro palas montadas en cada ala central (la familia Braemar/Pullman/Tramp eran triplanos). Al final, el único problema que se encontró con la turbina de vapor fue que entregaba demasiada potencia para el fuselaje del Tramp, que había sido diseñado para soportar los 1190 kW (1600 hp) de cuatro motores Liberty L-12 de 300 kW (400 hp). El problema principal resultó ser el diseño de una caldera y un condensador de circuito cerrado ligeros y fiables.
En 1921 se completaron dos ejemplares del Tramp, propulsados por cuatro motores de pistón Siddeley Puma de 170 kW (230 hp), pero el sistema de transmisión de potencia, particularmente los embragues, dieron problemas continuos y ninguno de los dos llegó a volar. Fueron trasladados a Farnborough en 1922, donde se utilizaron como plataformas de pruebas en tierra durante varios años.
El Tramp Boat fue una propuesta de desarrollo como hidrocanoa del Tramp.

## Variantes
Tramp (Type 37)
Triplanos experimentales propulsados por vapor, originalmente descritos como transportes de repuestos con cuatro motores Siddeley Puma de 172 kW (230 hp) en una sala de máquinas central. Se construyeron dos ejemplares, pero nunca volaron.
Tramp Boat (Type 44)
Propuesta variante de hidrocanoa triplano.

## Especificaciones (Tramp con motores Puma)
Referencia datos: Bristol Aircraft since 1910

### Características generales
- Tripulación: Tres
- Longitud: 18 m (59,1 ft)
- Envergadura: 29 m (95,1 ft)
- Altura: 6,1 m (20 ft)
- Superficie alar: 212,2 m² (2284,2 ft²)
- Peso vacío: 5810 kg (12 805,2 lb)
- Peso cargado: 8525 kg (18 789,1 lb)
- Planta motriz: 4× motor lineal de 6 cilindros refrigerado por agua Siddeley Puma.
  - Potencia: 170 kW (234 HP; 231 CV) cada uno.
- Hélices: Bipala de paso fijo tractoras (2) y propulsoras (2)

## Aeronaves relacionadas

### Desarrollos relacionados
- Bristol Braemar
- Bristol Pullman

### Secuencias de designación
- Secuencia Numérica (interna de Bristol): ← 32 - 33 - 36 - 37 - 42 - 43 - 44 - 45 - 46 - 47 →